# مضيق بيل إيل
مضيق بيل إيل ((بالإنجليزية: Strait of Belle Isle) /ˌbɛl ˈaɪl/; (بالفرنسية: Détroit de Belle Isle) 

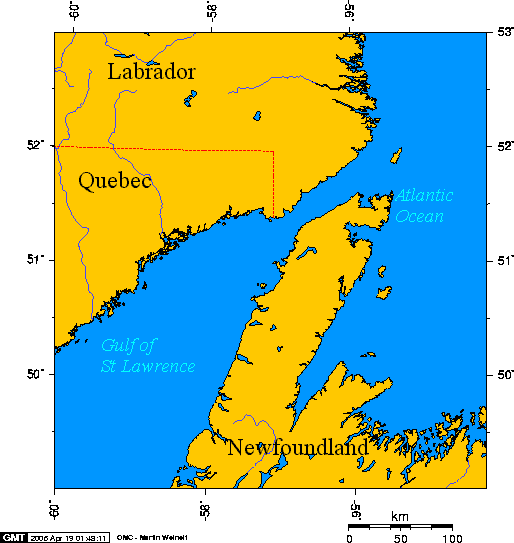
مضيق بيل إيل.

[bɛl il]) ويعني: مضيق الجزيرة الجميلة؛ هو ممر مائي شرقي كندا، يفصل شبه جزيرة لبرادور عن جزيرة نيوفندلاند، في مقاطعة نيوفندلاند ولابرادور.

## وصلات خارجية
- Strait of Belle Isle ecoregion
- World VTS Guide نسخة محفوظة 1 يونيو 2016 على موقع واي باك مشين.